# Polythrix
Polythrix is een geslacht van vlinders van de familie dikkopjes (Hesperiidae), uit de onderfamilie Eudaminae.

## Soorten
- P. asine (Hewitson, 1867)
- P. auginus (Hewitson, 1867)
- P. caunus (Herrich-Schäffer, 1869)
- P. ceculus (Herrich-Schäffer, 1869)
- P. eudoxus (Stoll, 1781)
- P. gyges Evans, 1952
- P. hirtius (Butler, 1870)
- P. metallescens (Mabille, 1888)
- P. mexicanus Freeman, 1969
- P. minvanes (Williams, 1926)
- P. octomaculata (Sepp, 1848)
- P. roma Evans, 1952